# Anna Arrowsmith
Anna Imogen Thompson más conocida como Anna Arrowsmith (Greenwich, 15 de enero de 1972),  y que además trabaja bajo el seudónimo Anna Span , es una ex directora y productora de cine pornográfico inglesa. Hace frecuentes apariciones públicas, hablando sobre sexo, pornografía y feminismo, aunque no sin una oposición significativa de algunas feministas.

## Educación y primeros años
Arrowsmith nació y creció en Kent, Inglaterra, Reino Unido, hija del director de finanza Clive Thompson. Se licenció de cine por el Central Saint Martins College of Art and Design. Sus películas están orientadas a las mujeres y se basan en sus ideas embozadas por primera vez en su disertación en 1997 'Hacia una Pornografía Nueva'. Arrowsmith más tarde se graduó con una maestría en Filosofía de Birkbeck Universidad, Universidad de Londres, y estudió un doctorado en Estudios de Género en la Universidad de Sussex, titulado 'Repensar la misoginia: cómo los hombres experimentan a las mujeres para tener poder en las citas'.

## Carrera
Su primera película se emitió en 1999 por el canal de porno de británico Televisión X y ha realizado más de 250 escenas.
Sus películas se centran en las mujeres que disfrutan del sexo con mujeres u hombres, a veces con ambos. Otros temas incluyen juguetes sexuales, objetos cotidianos (como una barra de chocolate o naranja) el ser utilizaron como juguetes sexuales, trío, sexo grupal, y gang bang. Los juegos de roles y la fantasía también son comunes. A veces un personaje de una de sus películas aparece en otra. Hay un gran énfasis en la realidad tanto como en el guion y en las actuaciones de los actores. En sus películas  incluye un porcentaje mucho más alto, que el promedio de tomas que miran los hombres, [cita requerida] que ella ha denominado 'punto de vista femenino'.
Arrowsmith fue la mejor directora 2007/8 y 2008/9 en los Premios de TV y Cine para Adultos del Reino Unido, donde también ganó otros cuatro premios por su DVD "Hug a Hoodie". Quiso presentar una imagen comprensiva del joven delincuente. El líder del Partido Conservador británico David Cameron había adoptado una línea dura sobre los delincuentes juveniles, pero en julio de 2006 pronunció un discurso comprensivo que fue adoptado por el News of the World como un 'Hug a Hoodie'. La frase se hizo popular en el Reino Unido a pesar de Cameron insistió en que no lo utilizó. Ganó la Mejor Marca de Cine Británico en los premios comerciales del Reino Unido - los Premios ETO en 2008. En 2007  ganó 'Pionera del Porno Indie 'y en 2011 'Mejor Película Bi' en los Premios internacionales Emma Feminist Porn Awards, en Toronto. Su película "Be My Toy Boy"  fue nominada a mejor película en 2009 en loa premios ETO.
Después de un documental más corto emitido en Channel 4 al principio de su carrera, en septiembre de 2007, fue el foco de un documental de televisión titulado Sex Films For Girls, realizado por Channel 5, que capturó sus puntos de vista sobre la pornografía y su enfoque cinematográfico y se presentó en el set. filmar durante la realización de una película. [cita requerida] Su padre también apareció en el documental, expresando una visión negativa de la pornografía pero una visión de gran apoyo de su hija.
Se declara tan bisexual y ha dicho, ' soy bi y mirando en dos mujeres juntas me giro encima.'
Arrowsmith ha dado charlas sobre pornografía y feminismo en varios países, por ejemplo en universidades o festivales de cine y ha debatido sobre pornografía con Germaine Greer y Gail Cena. En 2011 Arrowsmith estuvo invitada junto con Jessi Fischer y Johnny Anglais para debatir en contra Gail Cena, Richard Woolfson y Shelley Lubben en la Universidad de Cambridge. La propuesta que argumento fue que 'Esta casa cree que pornografía hace un buen servicio público.' Ganó la propuesta con 231 a favor a 187 en contra  y con 197 abstenciones. Dines dijo que sus oponentes ganaron porque la cámara estaba formada principalmente por 'hombres de 18 a 22 años que usaban pornografía de forma regular.'
Dirige un sitio web de campaña llamado WeConsent.org en nombre de las personas que trabajan en las diversas industrias de sexo contra los diversos pánicos morales dirigidos a ellos y a sus industrias. Ha sido una columnista habitual del periódico Daily Sport, El diario The Guardián, y la revista británica de sexo femenino Scarlet. Ha sido miembro activa  de Feministas contra la censura desde finales de la década de los 90s. Arrowsmith también ha aparecido en varios programas de televisión y prensa como Newsnight, The Today Program, PM,  y Woman's Hour, defendiendo la industria de porno.

### 2010 Reino Unido elección general
Arrowsmith fue candidata Demócrata Liberal de Gravesham en Kent para las Elecciones generales del Reino Unido de 2010. Adam Holloway (Conservador) se mantuvo en el escaño por un margen considerable; Arrowsmith aumentó la participación de votos de los demócratas liberales en casi un tercio en comparación con los resultados de las elecciones demócratas liberales anteriores y en más que el promedio regional, pero se mantuvo en el tercer lugar detrás del laborismo.
Explicó sus razones para pasar a la política en El Observador, que incluía: El derecho de las mujeres a la expresión y al consumo sexual, la libertad de expresión, y ayudar a los jóvenes. Luego el líder del partido Liberal Demócrata Nick Clegg dijo: "No es exactamente mi taza de té lo que ha estado haciendo antes de presentarse al parlamento pero también creo que es realmente importante que las personas como ella que realmente se preocupan mucho por su área local estén animada a entrar en política. No puedes acusarla de ser una política de Westminster."

## Vida personal
En 2018 Arrowsmith se trasladó al estado de California en los Estados Unidos.